# هنري فيدال (نحات)
هنري فيدال (بالفرنسية: Henri Vidal)‏ هو نحات فرنسي، ولد في 4 مايو 1864 في شارنتون لو بونت في فرنسا، وتوفي في 1918 في باريس في فرنسا.